# Henschia vittata
Henschia vittata är en insektsart som beskrevs av Matsumura 1914. Henschia vittata ingår i släktet Henschia och familjen dvärgstritar. Inga underarter finns listade i Catalogue of Life.